# Guillaume Trouillard
 (novembre 2018).
Pour les articles homonymes, voir Trouillard.
Guillaume Trouillard, né le 16 mai 1980 à Pau, est un auteur de bande dessinée français, fondateur des Éditions de la Cerise et de la revue d'arts graphiques Clafoutis.

## Biographie
Guillaume Trouillard a étudié à l'École des Beaux-Arts d'Angoulême.

## Œuvre
- Clafoutis, scénario et dessins collectifs, Éditions de la Cerise

1. Clafoutis, 2004  (ISBN 2-9519498-0-4)
2. Les Cerises sont dans le gâteau, 2005  (ISBN 2-9519498-1-2)
3. Les Cerises sont dans le gâteau, 2009  (ISBN 978-2-9519498-8-1)
4. Les Cerises sont dans le gâteau, 2011  (ISBN 978-2-918596-00-4)
5. Les Cerises sont dans le gâteau, 2013  (ISBN 978-2-918596-04-2)

- Le Cas Lilian Fenouilh, scénario et dessins de Guillaume Trouillard, Éditions de la Cerise, 2006  (ISBN 2-9519498-2-0)
- Colibri, scénario et dessins de Guillaume Trouillard, Éditions de la Cerise, 2007  (ISBN 978-2-9519498-5-0)
- La Saison des flèches. Omaka Wanhin Kpe, scénario de Samuel Stento, dessins de Guillaume Trouillard, Éditions de la Cerise, collection La Cerise sur le gâteau, 2009  (ISBN 978-2-9519498-9-8)
- Souvenirs de films, scénario de Jean-Pierre Eugène, dessins collectifs, Le Lombard, 2009  (ISBN 978-2-8036-2580-2)
- Vies tranchées. Les Soldats fous de la Grande guerre[1], scénario de Jab Jab Whamo, Florent Humbert, Yann Le Gal, Florent Sacré, Hubert Bieser, José Luis Munuera, Manuele Fior, Guillaume Trouillard, Cyrille Pomès, Jean-David Morvan, Stanislas Gros et Daniel Casanave, dessins de Manuele Fior, Daniel Casanave, Marion Mousse, José-Luis Munuera, Steven Lejeune, Jab Jab Whamo, Maxime Péroz, Stanislas Gros, Guillaume Trouillard, Cyrille Pomès, Benoît Blary, Florent Humbert et Laurent Bourlaud, Delcourt, collection Histoire & Histoires, 2010  (ISBN 978-2-7560-1781-5)
- Welcome, scénario et dessins de Guillaume Trouillard, Éditions de la Cerise, 2013  (ISBN 978-2-918596-06-6)
- Aquaviva, scénario et dessins de Guillaume Trouillard, Éditions de la Cerise
  - Premier fascicule, 2015 (ISBN 978-2-918596-10-3)
  - Deuxième fascicule, 2017 (ISBN 978-2-918596-12-7)
- On achève bien les éleveurs, texte d'Aude Vidal, dessins de Guillaume Trouillard, L'Échappée, 2017  (ISBN 9782373090291)
- Chemins du Temps, fresque de 52 mètres de long relatant l'histoire de la Basse-Navarre.

## Récompenses
- Prix des lecteurs du journal Libération au festival d'Angoulême 2008 pour l'album Colibri.